# 東光町 (江別市)
東光町（とうこうちょう）とは、北海道江別市の町丁。郵便番号は067-0023。人口は2,095人、世帯数は1,019世帯（2023年12月1日現在）。丁目の設定のない単独町名である。住居表示は全域で未実施。

## 地理
東光町は江別駅から東約0.8kmに位置し、石狩川や江別川（千歳川）に囲まれた地域で、町内を函館本線や国道12号線、道道1056号が横断している。

## 歴史
江別川（千歳川）の河口右岸一帯は、開拓の手が入る前から「江別太河東」や「江別太三角地」と呼ばれていた。1882年（明治15年）の官営幌内鉄道敷設にあたっては工事の拠点となり、その完成後も鉄道木橋に付設された人道橋によって江別駅と結ばれていたことで、幌向原野や奥地への開拓者たちの一時滞在地点となっていたと伝えられる。
明治時代末ごろ、江別町（当時）の市街地は雑穀集散地として栄えるようになり、1905年（明治38年）以前の運輸は江別川を利用した舟運中心だったものが、道路の開通によって幌向と結ばれてからは、現在の東光町が江別の東の入口となった。そのため一帯では多くの雑穀商が営業し、小間物店や精米所が軒を連ねていた。
1920年（大正9年）、三角地に治水機械工場が建てられ、その官舎も設けられると、一帯は職工の町として活気づいた。太平洋戦争終結後には東光通の終点にも治水工場の官舎が建てられ、「東官舎」「西官舎」の呼び名はそのままバス停の名称ともなった。
昭和30年代になると一帯は住宅地化の傾向を示すようになったが、一部では無秩序な宅造も見られた。市東部の人口増加傾向を示す本地区への宅地需要の増加、さらには国の千歳川改修計画に伴う関係居住者の移転等が実施されるにあたり、乱雑不統制な土地の区画形質を整備改善し、健全な市街地開発を行うこととなった。そして1964年（昭和39年）、「東郊土地区画整理事業」として区画整理事業が始まった。当初の事業予定では上江別地区と一体になって区画整理が行われることになっていたが、上江別では住民意見が一致に至らなかったため事業は見送りとなり、江別太のみを対象として1965年（昭和40年）に区画整理が着工した。
さらに1972年（昭和47年）、市街化の動向が芽生えてきたことにより宅地需要が高くなり、住宅市街地の開発が強く望まれたので、「江別太土地区画整理事業」として東光町、朝日町、あけぼの町の一部地域で区画整理事業が行われた。

### 地名の由来
地区住民からの募集によって決められた。
明治初期の河東という地名は、1955年（昭和30年）に造成された公園にも江東（）と表記を変えながら用いられており、これを転用した東江（）と同じ発音である東光町の名称がつけられた。

### 年表
- 1964年（昭和39年）
  - 11月5日 - 都市計画が決定する[7]。
- 1965年（昭和40年）
  - 3月29日 - 道知事により東郊土地区画整理事業の組合設立許可申請が下りる[7]。
  - 3月30日 - 組合設立許可が公告される[7]。
- 1966年（昭和41年）
  - 7月25日 - 仮換地指定が行われる[7]。
- 1970年（昭和45年）
  - 4月3日 - 換地処分の公告が行われる[7]。
  - 4月4日 - 換地処分の効力が生じ、同日に町名を変更され、「江別太」から「東光町」に変更された[7]。
- 1972年（昭和47年）
  - 9月7日 - 道知事により江別太土地区画整理事業の組合設立許可申請が下りる[9]。
  - 9月12日 - 組合設立許可が公告される[9]。
- 1974年（昭和49年）
  - 7月25日 - 仮換地指定が行われる[9]。
- 1976年（昭和51年）
  - 11月9日 - 換地処分の公告が行われる[9]。
  - 11月10日 - 換地処分の効力が生じ、同日に町名を変更され、「江別太」から「東光町」に変更された[9]。

### 町名の変遷
町名の変遷は以下の通りである。
| 実施後 | 実施年月日     | 実施前（各町名ともその一部） |
| ------ | -------------- | ---------------------------- |
| 東光町 | 1970年4月4日   | 江別太                       |
| 東光町 | 1976年11月10日 | 江別太                       |

## 世帯数と人口
2023年（令和5年）12月1日現在の世帯数と人口は以下の通りである。
| 町丁   | 世帯      | 人口    |
| ------ | --------- | ------- |
| 東光町 | 1,019世帯 | 2,095人 |
| 計     | 1,019世帯 | 2,095人 |

## 小・中学校の通学区
小・中学校の通学区は以下の通り。
| 町丁   | 字・番地 | 小学校       | 中学校     |
| ------ | -------- | ------------ | ---------- |
| 東光町 | 全域     | 江別太小学校 | 江陽中学校 |

## 施設

### 公共
- 江別太簡易郵便局（東光町12-8）[13]
- とうこう公園（東光町9-9）[14]
- かつら公園（東光町105-105）[14]
- 泉の沼公園（東光町31-1）[14]

### 企業・店舗など
- ローソン江別東光町店（東光町107-9）
- セイコーマートこざわ店（東光町33-20）
- 山崎ハイヤー / 山崎自動車工業㈱（東光町14-4）

## 交通

### 鉄道
- 鉄道駅は町内には存在しない。最寄り駅は■函館本線の江別駅。
  -  北海道旅客鉄道
    - ■函館本線

### バス
- 町内に北海道中央バス、夕鉄バスの路線がある。[15]
  - 北海道中央バス
    - 江別2番通線［22・24］
      - 東光町入口
      - 東光町
      - 東光町南

  - 夕鉄バス
    - 札幌線・札幌代行線
      - 東光町入口
      - 東光町
      - 東光町南

### 道路
一般国道
- 国道12号線[16]

一般道道
- 北海道道1056号江別長沼線[16]

都市計画道路
- 3・4・321 江別長沼線（道道1056号）[16]
- 3・5・331 市街地東光通[16]

## 参考資料
- 『江別太郷土誌：江別太開基百年記念誌』江別太開基百年事業協賛会、1985年6月20日。